# Michel Ferté
Michel Ferté (ur. 8 grudnia 1958 w Falaise, zm. 4 stycznia 2023) – francuski kierowca wyścigowy.

## Kariera
Ferté rozpoczął karierę w międzynarodowych wyścigach samochodowych w 1990 roku od startów we Francuskiej Formule Renault. Z dorobkiem trzech punktów uplasował się na 22 pozycji w klasyfikacji generalnej. W późniejszych latach pojawiał się także w stawce Grand Prix Monako, Europejskiej Formuły 3, Francuskiej Formuły 3, FIA World Endurance Championship, Europejskiej Formuły 2, Grand Prix Makau, Formuły 3000 Curaçao Grand Prix, Formuły 3000, World Sports-Prototype Championship, 24-godzinnego wyścigu Le Mans, French Supertouring Championship, Trophee Porsche Turbo Cup, IMSA Camel GTO, Sportscar World Championship, Peugeot 905 Spider Cup, Global GT Championship oraz French GT Championship.
W Europejskiej Formule 2 Francuz startował w latach 1983-1984. W pierwszym sezonie startów w ciągu trzech wyścigów, w których wystartował, zdobył jeden punkt. Dało mu to dwudzieste miejsce w klasyfikacji generalnej. Rok później stawał już pięciokrotnie na podium. Dorobek 29 punktów dał mu trzecie miejsce w końcowej klasyfikacji kierowców.
W Formule 3000 Francuz startował w latach 1985-1989. W pierwszym sezonie startów w ciągu jedenastu wyścigów, w których wystartował, trzykrotnie stawał na podium. Uzbierane diedemnaście punktów dało mu to piąte miejsce w klasyfikacji generalnej. Rok później Ferté na podium gościł już pięciokrotnie Z dorobkiem 24 punktów został sklasyfikowany również na piątej pozycji. W 1987 roku już tylko raz stał na podium. Był czternasty w klasyfikacji końcowej. Rok później jego dorobek wyniósł jeden punkt. Został sklasyfikowany na dwudziestej pozycji w końcowej klasyfikacji kierowców. W 1989 roku nie był już klasyfikowany.